# Postpartum-Thyreoiditis
Bei der Postpartum-Thyreoiditis, auch als postpartale Thyreoiditis bezeichnet, handelt es sich um eine Entzündung der Schilddrüse (Thyreoiditis), die einige Monate nach einer Schwangerschaft (lat. postpartum, postpartal) auftreten kann. Wahrscheinlich handelt es sich um eine Autoimmunerkrankung; sie wird überwiegend als eine Sonderform der chronischen lymphozytären Thyreoiditis (Hashimoto-Thyreoiditis) angesehen.
Die Erkrankung ist in den meisten Fällen durch einen milden Verlauf geprägt. Es können sowohl Symptome einer Schilddrüsenüberfunktion (Hyperthyreose) als auch einer Schilddrüsenunterfunktion (Hypothyreose) auftreten. Schmerzen treten keine auf. Die Postpartum-Thyreoiditis heilt in der Regel innerhalb eines Jahres ohne weitere Behandlungsmaßnahmen wieder aus, so dass die Beschwerden danach verschwinden und die Schilddrüsenfunktion sich wieder normalisiert. Eine medikamentöse Therapie ist nur bei ausgeprägten Symptomen erforderlich.

## Häufigkeit und Risikofaktoren
Die Literaturangaben zur Häufigkeit der Postpartum-Thyreoiditis variieren erheblich. In einer großen Übersichtsarbeit lag die Krankheitshäufigkeit (Prävalenz) bei etwa sieben Prozent. Bei Frauen, die an einer angeborenen Zuckerkrankheit (Diabetes mellitus Typ 1) leiden sowie bei Frauen, bei denen Schilddrüsenantikörper gefunden werden, besteht ein erhöhtes Risiko nach einer Schwangerschaft an einer Postpartum-Thyreoiditis zu erkranken. Beispielsweise liegt das Risiko zu erkranken bei Personen mit insulinpflichtigem Diabetes mellitus bei etwa 25 Prozent. Bereits einmal erkrankte Frauen mit nachgewiesenen Thyreoperoxidase-Antikörpern (TPO-Antikörper) haben ein deutlich erhöhtes Risiko nach zukünftigen Schwangerschaften erneut an einer Postpartum-Thyreoiditis zu erkranken. Die Rezidivwahrscheinlichkeit liegt in diesem Fall bei etwa 70 Prozent. Darüber hinaus ist eine familiäre Häufung von autoimmunen Schilddrüsenerkrankungen und der Postpartum-Thyreoiditis bekannt.

## Ursache und Entstehung
Die Ursache für die Entstehung der Erkrankung ist noch nicht abschließend geklärt. Es gibt einige Hinweise dafür, dass es sich bei der Postpartum-Thyreoiditis um eine Autoimmunerkrankung handelt. Zum einen sind in etwa 80 % der Fälle wie bei der Hashimoto-Thyreoiditis Antikörper gegen die Thyreoperoxidase (TPO-Antikörper) nachweisbar. Die Thyreoperoxidase gehört zu den Enzymen, die an der Bildung der Schilddrüsenhormone beteiligt sind. Etwa die Hälfte der Frauen, bei denen bereits zu Beginn einer Schwangerschaft erhöhte Thyreoperoxidase-Antikörper nachweisbar sind, entwickeln nach der Entbindung Schilddrüsenfunktionsstörungen im Sinne einer Postpartum-Thyreoiditis. Zum anderen konnte eine Assoziation der Post-Partum-Thyreoiditis mit bestimmten humanen Leukozytenantigenen (HLA-Antigene), insbesondere HLA-DR5, nachgewiesen werden. Letzteres spricht neben der autoimmunogenen Genese und einer familiären Häufung zusätzlich für eine genetische oder vererbbare Komponente bei der Entstehung der Erkrankung.
Dass es sich um eine entzündliche Erkrankung handelt, konnte unter anderem durch die histologische Untersuchung von befallenem Schilddrüsengewebe gezeigt werden. Das histologische Bild der Postpartum-Thyreoiditis ist geprägt durch die Invasion von Lymphozyten. Aufgrund dieses Bildes und des Verlaufs der Erkrankung (siehe unter: klinisches Bild) wird sie, wie auch die so genannte Silent-Thyreoiditis, zur Gruppe der subakuten lymphozytären Thyreoiditiden gerechnet.

## Klinisches Bild
Das sehr variable klinische Bild der Postpartum-Thyreoiditis kann dem der so genannten Silent-Thyreoiditis ähneln, die ebenfalls als Variante der Hashimoto-Thyreoiditis gilt.
Der klassische Verlauf der Postpartum-Thyreoiditis ist durch drei Phasen gekennzeichnet: Ein bis sechs Monaten nach der Entbindung entwickeln die Patientinnen eine vorübergehende, etwa zwei Monate andauernde Schilddrüsenüberfunktion, gefolgt von einer vier- bis achtmonatigen Phase der Schilddrüsenunterfunktion. Anschließend normalisiert sich die Schilddrüsenfunktion wieder. Es hat sich allerdings herausgestellt, dass dieser als klassisch beschriebene Verlauf nur bei etwa einem Drittel der Patientinnen auftritt. Bei einem Großteil der Frauen manifestiert sich die Erkrankung entweder ausschließlich in Form einer vorübergehenden (transienten) Schilddrüsenunterfunktion oder einer vorübergehenden Schilddrüsenüberfunktion. In etwa 80 Prozent der Fälle sind die erkrankten Frauen nach einem Jahr beschwerdefrei. Daneben gibt es noch seltenere Verläufe wie beispielsweise den Übergang in eine dauerhafte (persistierende) Schilddrüsenunterfunktion.
Die Beschwerden, die bei einer Postpartum-Thyreoiditis auftreten, sind abhängig vom Verlauf beziehungsweise der Phase der Erkrankung und ebenfalls sehr variabel. In den meisten Fällen treten nur milde Symptome einer Hyperthyreose (z. B. leicht beschleunigte Herzfrequenz) oder einer Hypothyreose auf.

## Behandlung
Die Therapie richtet sich nach dem klinischen Verlauf der Erkrankung. Nur bei stärkeren Beschwerden ist eine Therapie notwendig. Symptome der Schilddrüsenüberfunktion können symptomatisch mit Beta-Blockern gelindert werden. Eine Therapie mit Thyreostatika ist aufgrund der Pathogenese kontraindiziert, da keine vermehrte Bildung, sondern eine vermehrte Ausschüttung von Schilddrüsenhormonen infolge der Entzündungsreaktion vorliegt. Symptome der Schilddrüsenunterfunktion können vorübergehend durch Substitution von Schilddrüsenhormonen, in der Regel mittels Thyroxin, behandelt werden.